# Eremotherium
Eremotherium ist eine ausgestorbene Gattung der Faultiere aus der Familie der Megatheriidae. Sie lebte während des Pleistozäns vor rund 2,5 Millionen bis vor eventuell 7000 Jahren im nördlichen Süd- und südlichen Nordamerika. Hauptsächlich war Eremotherium in tropisch und subtropisch geprägten Flachländern verbreitet und lebte dort in teils offenen und geschlossenen Landschaften, sein nächster Verwandter Megatherium bewohnte dagegen eher temperierte oder höhere Lagen. Beide Gattungen erreichten die Größe heutiger Elefanten und gehören zu den größten Säugetieren Amerikas. Charakteristisch für Eremotherium war sein robuster Körperbau mit vergleichsweise langen Gliedmaßen und Vorder- und Hinterfüßen mit – vor allem bei späteren Vertretern – jeweils drei Fingern. Der Schädel besaß allerdings einen relativ grazilen Bau, das Gebiss bestand aus gleichförmig gestalteten, hochkronigen Zähnen. Wie die heutigen Faultiere war Eremotherium ein reiner Pflanzenfresser, der sich von Blättern und Gräsern ernährte. Die Tiere konnten ihren Nahrungskonsum an die jeweiligen lokalen und klimatischen Bedingungen anpassen. Funde der Gattung liegen sehr häufig vor, herausragend sind die Fundstellen von Toca das Onças in Brasilien und von Daytona Beach in Florida. Die zwei bekanntesten Arten der Gattung sind Eremotherium laurillardi und Eremotherium eomigrans.

## Merkmale

### Allgemein und Größe
Ähnlich dem nahe verwandten Megatherium erreichte Eremotherium eine Gesamtlänge von 5 bis 6 m. Das Gewicht wurde ursprünglich mit 3 t angegeben, Berechnungen anhand eines knapp 74 cm langen Oberschenkelknochens ergaben ein Gewicht von 3,96 t, allerdings sind noch deutlich längere Femora von Eremotherium bekannt. Andere Gewichtsschätzungen reichen bis zu 6,55 t. Eine Untersuchung basierend auf unterschiedlichen Berechnungsmethoden kommt für Eremotherium auf Angaben zwischen 2,7 und 4,5 t. Allgemein geht man heute von einem ähnlichen Körpergewicht wie bei Megatherium aus, das für die größten Vertreter zwischen 3,8 und 6 t variierte. Möglicherweise übertraf Eremotherium aber auch Megatherium an Gewicht, da es deutlich robuster gebaut war als dieses und längere Gliedmaßen besaß. In jedem Fall gehört es aber neben den aus Eurasien eingewanderten Rüsseltieren zu den größten landlebenden Säugetieren jener Zeit in Amerika. Als bodenbewohnendes Faultier wies es wie zahlreiche seiner stammesgeschichtlichen Vorgänger im Vergleich zu den heutigen baumbewohnenden Faultieren verhältnismäßig kürzere und kräftigere Gliedmaßen auf und verfügte zudem über einen längeren Schwanz.

### Schädel- und Gebissmerkmale
Der Schädel von Eremotherium war groß und massiv, im Vergleich zu Megatherium aber leichter gebaut. Ein vollständiger Schädel maß 65 cm in der Länge und war an den Jochbögen bis zu 33 cm breit. Im Bereich der hinteren Zähne erreichte er 19 cm Höhe. Die Stirnlinie verlief deutlich gerade und nicht so gewellt wie bei Megatherium. Am Nasenbein wies er gegenüber dem Schädel von Megatherium Kürzungen auf, wodurch er insgesamt kegelstumpfartig wirkte. Weitere Unterschiede zu Megatherium bestanden am Zwischenkieferknochen: Dieser besaß bei Eremotherium eine insgesamt dreieckige Gestalt und war mit dem Oberkiefer nur locker verbunden, bei seinem großen Verwandten wies der Mittelkieferknochen eine viereckige Form auf, ebenso wie eine feste Verbindung zum Oberkiefer. Das Hinterhauptbein hatte in der Hinteransicht eine halbkreisförmige Gestaltung und fiel in Seitenansicht schräg nach hinten ab. Die Gelenkflächen als Ansatzstelle der Halswirbelsäule wölbten sich weit nach außen und waren relativ größer als bei den Baumfaultieren und zahlreichen anderen Bodenfaultieren. Die Scheitelbeine hatten eine weit nach außen gebogene Form, was teils durch die große Schädelhöhle mit einem Volumen von 1600 cm³ verursacht wurde. Der kräftige Jochbogen war im Gegensatz zu heutigen Faultieren geschlossen, wie dieser besaß er aber einen nach unten und einen nach hinten zeigenden, massiven knöchernen Auswuchs, der vom vorderen Bogenansatz ausging. Zusätzlich ragte noch ein dritter Auswuchs schräg nach oben. Der nach unten weisende Knochenfortsatz stand deutlich steiler als bei anderen Faultieren. Das Augenfenster war flach und klein und etwas tiefer gelegen als bei Megatherium oder bei den heutigen Faultieren.
Der Unterkiefer wurde rund 55 cm lang, beide Hälften verband eine kräftige Symphyse, die sich nach vorn spatelförmig verlängerte und abgerundet endete. Typisch für alle Vertreter der Megatheriidae war der deutlich nach unten gebogene Verlauf der Unterkante des Knochenkörpers, der durch die unterschiedliche Länge der Zähne entstand. Bei Eremotherium war dadurch der Unterkiefer unterhalb der Symphyse 14,5 cm tief, unterhalb des zweiten Zahns 15 cm und unterhalb des vierten 12,5 cm. Die Stärke der Wölbung des unteren Unterkieferrandes nahm im Verlauf der Individualentwicklung deutlich zu, das Verhältnis der Höhe des Unterkieferkörpers zur Länge der Zahnreihe blieb aber weitgehend gleich. Dies weicht markant von Megatherium ab, bei dem die Höhe des Unterkiefers nicht nur absolut zunahm, sondern im Verhältnis zur Zahnreihenlänge auch relativ. Der Unterkieferkörper war zudem sehr dick und ließ so nur wenig Zwischenraum für die Zunge. Der Kronenfortsatz stieg bis zu 27 cm auf, der Gelenkfortsatz war nur wenig niedriger. Am hinteren, unteren Ende bestand ein kräftiger, deutlich eingekerbter Winkelfortsatz, dessen oberer Rand etwa auf der Höhe der Kauebene lag. Am vorderen Rand des Unterkiefers zeigte sich ein kräftiges Foramen mentale. Die Bezahnung war typisch für Faultiere, bestand aber abweichend von den heutigen Vertretern aus vollständig homodonten Zähnen, was ein charakteristisches Merkmal der Megatherien ist. Je Kieferast saßen im Oberkiefer 5, im Unterkiefer 4 Zähne, insgesamt verfügte Eremotherium also über 18 Zähne. Sie ähnelten Molaren und waren bis auf den vordersten viereckig gestaltet, bei großen Individuen meist gut 5 cm lang und mit 15 cm Höhe sehr hochkronig (hypsodont). Sie hatten keine Wurzeln ausgebildet und wuchsen das gesamte Leben lang. Ebenso fehlte das Zahnschmelz. Auf der Kauoberfläche waren aber typischerweise zwei quergestellte, scharfkantige Leisten ausgebildet, die das Zermahlen der Nahrung unterstützten. Die gesamte obere Zahnreihe wurde bis zu 22 cm lang, die untere erreichte bis zu 21 cm.

### Merkmale des Körperskeletts

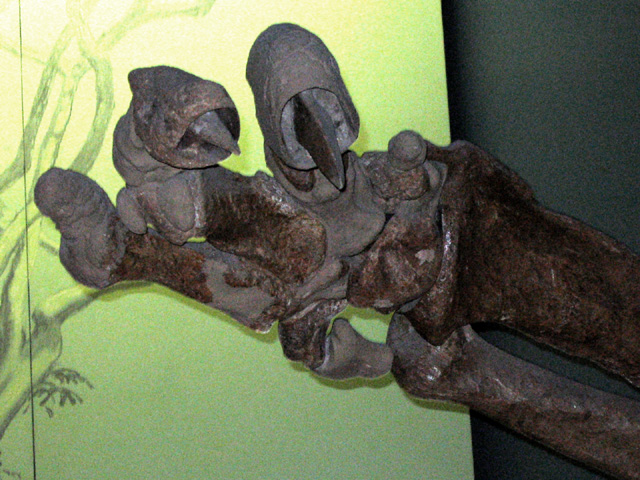
Hand von E. laurillardi mit den charakteristischen drei Fingern

Das Körperskelett ist weitgehend vollständig bekannt. Der Schwanz umfasste 19 bis 20 Wirbel, was der Anzahl anderer Säugetiere mit morphologisch und funktional reduziertem Schwanz entspricht, etwa den Paarhufern und Unpaarhufern. Er war aber deutlich länger als bei den heutigen Faultieren. Die Wirbel waren massig gestaltet, sowohl an den Wirbelkörpern als auch an den seitlichen Querfortsätzen. Allerdings waren die Wirbelkörper in der Länge gestaucht, so dass der Schwanz insgesamt eher kurz wirkte und die Länge der unteren Gliedmaßenabschnitte in der Regel nicht übertraf. Der Oberarmknochen stellte eine lange Röhre dar mit einem wuchtigen unteren Gelenkende. Die Gesamtlänge betrug rund 79 cm. Typisch waren markante, gratartige Muskelansatzstellen am mittleren Schaft. Die Unterarmknochen wiesen deutlich kürzere Längen auf, so maß die Speiche rund 67 cm, die Elle 57 cm Länge. Massiv war der Oberschenkelknochen, der den für Megatherien charakteristischen breiten Bau besaß und vorn und hinten verschmälert war. Er wies eine Länge von durchschnittlich 74 cm auf, der größte bisher aufgefundene Knochen war 89,5 cm lang und 45,1 cm breit. Der Dritte Trochanter, eine markante Muskelansatzstelle am Schaft, die typisch für Nebengelenktiere ist, fehlte bei Eremotherium wie bei allen anderen Megatherien. Schien- und Wadenbein waren nur am oberen Ende miteinander verwachsen und nicht auch am unteren wie bei Megatherium. Dabei wurde das Schienbein rund 60 cm lang. Die Vorderbeine endeten in Hände mit drei Strahlen (III bis V). Die beiden Innenstrahlen (I und II) waren zusammen mit einigen Elementen der Handwurzel, etwa dem Großen Vieleckbein zu einer Einheit, dem Metacarpal Carpal Complex (MCC), verwachsen. Damit weicht Eremotherium deutlich von Megatherium und anderen nahe verwandten Formen ab, die vierstrahlige Hände besaßen. Dabei war bei Eremotherium der Mittelhandknochen des dritten Strahls am kürzesten ausgebildet und maß 19 cm in der Länge, die des vierten und fünften waren mit 28 beziehungsweise 27,5 cm nahezu gleich lang. Die Endphalanx (das jeweils dritte Fingerglied) des dritten und vierten Strahls hatten eine lange und spitz gebogene Form, was dementsprechend lange Krallen annehmen lässt, der fünfte Strahl wies nur zwei Fingerglieder auf und hatte dort demzufolge keine Kralle ausgebildet. (Eine Ausnahme stellt die ältere Form E. eomigrans dar, deren Hände abweichend von anderen Megatherien noch fünfstrahlig waren, wobei an den Strahlen I bis IV Krallen bestanden.) Der Fuß war wie bei allen Megatherien ebenfalls dreistrahlig (Strahlen III bis V) gebaut. Er glich der Hand mit einem extrem kurzen Mittelfußknochen des dritten Strahls. Der des vierten Strahls erreichte 24, der des fünften 21 cm Länge. Abweichend von der Hand waren nur am Mittelstrahl (III) drei Phalangen mit einem Endglied ausgebildet, das eine lange Kralle trug. Die beiden äußeren Strahlen wiesen nur zwei Zehenglieder auf. Dieser Aufbau des Fußes ist typisch für entwickelte Megatherien.

## Verbreitung und bedeutende Fossilfunde
Funde von Eremotherium sind weit verbreitet, beschränken sich aber auf die tropischen und subtropischen Tieflandsregionen von Süd- und Nordamerika. Sie stammen von mehr als 130 Fundstellen. In Südamerika sind Fossilreste der Gattung vom nördlichen Peru über Ecuador, Kolumbien bis nach Guayana und im Amazonasbecken anzutreffen. Südlich des brasilianischen Bundesstaates Rio Grande do Sul konnten bisher keine Funde nachgewiesen werden. Hier und weiter südlich in der Pamparegion sowie in höheren Gebirgslagen ist hauptsächlich Megatherium verbreitet gewesen. In Nordamerika reichte das Vorkommen von Georgia über Texas bis nach South Carolina und an der Ostküste von Florida bis nach New Jersey. Die ältesten bisher bekannten Funde stammen aus dem US-Bundesstaat Florida und gehören der Art E. eomigrans an. Gefunden wurden sie unter anderem in Haile in einer wassergefüllten Doline (Lokalität 7C), 6 km nordöstlich von Newberry im Alachua County. Sie umfassen mehrere Teilskelette und mehrere isolierte Knochen und sind zwischen 2,1 und 1,8 Millionen Jahre alt, was dem beginnenden Unterpleistozän entspricht. Unter Einbeziehung weiterer Funde aus Florida, etwa vom Kissimmee River, die aber zu unspezifisch sind, um sie einer genauen Art zuweisen zu können, wäre das Höchstalter mit 2,5 Millionen Jahren und damit im Übergang vom Pliozän zum Pleistozän zu veranschlagen. Eventuell gleich alt ist der Fund eines Fußknochens aus El Breal de Orocual in Venezuela.

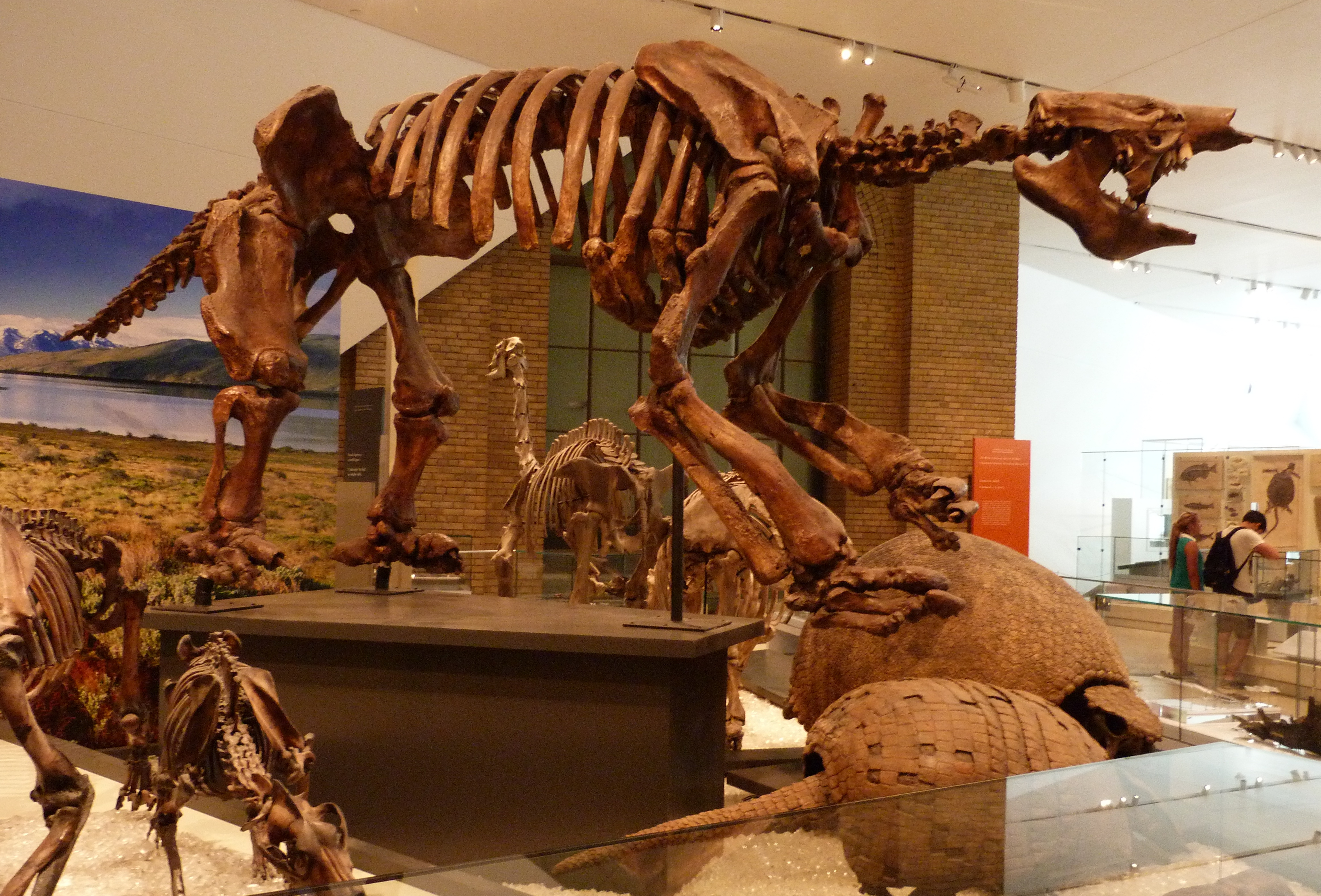
Skelettrekonstruktion von E. laurillardi nach den Funden von Daytona Beach

Wesentlich häufiger und weiter verbreitet sind Fossilreste der mittel- bis spätpleistozänen Form E. laurillardi. Bedeutend ist die Höhlenfundstelle Toca das Onças im brasilianischen Bundesstaat Bahia, wo über 4000 Fundstücke von wenigstens 36 Individuen aller Altersstufen, darunter 14 vollständige Schädel überliefert sind. Die Reste weisen ein Alter von 15.000 bis 16.000 Jahre auf. Ebenfalls sehr fundreich stellte sich eine Doline bei Jirau im nordostbrasilianischen Bundesstaat Ceará heraus. Hier fanden sich über 1140 Fossilreste von E. laurillardi, die wenigstens 19 Individuen zuzuweisen sind. Weitere umfangreiche Funde, so Schädelfragmente, Unterkiefer und Teile des Bewegungsapparates sind aus Uberaba im brasilianischen Bundesstaat Minas Gerais überliefert. Sehr fundreich ist die Küstenregion Ecuadors. Allein die Fundstelle Machalilla am Rio Caña südlich der Stadt Manta erbrachte 137 Fossilreste aller Körperpartien von E. laurillardi. Von der Halbinsel Santa Elena stammt ein 65 cm langer Schädel, der zur Aufstellung der Gattung diente. Auf der gleichen Halbinsel barg die natürliche Asphaltgrube von Tanque Loma wenigstens 1000 Knochenfragmente, von denen 660 genauer analysiert wurden. Gut 86 % gehören allein zu Eremotherium und verteilen sich auf fast zwei Dutzend Individuen. Die Ablagerungen sind zwischen 23.500 und 17.000 Jahre alt. Mit über 40 Fossilfunden aller Körperteile ist Miramar an der Nordküste Perus ebenfalls sehr fundreich. Im etwas südlicher gelegenen La Huaca sind es immer noch ein Dutzend Funde, zudem sind sie mit rund 304.000 Jahren relativ alt. In dieser Region kam Eremotherium möglicherweise sympatrisch mit Megatherium vor. Auch aus dem peruanischen Amazonasgebiet ist Eremotherium überliefert. Herausragend ist hier ein rechtes Sprungbein aus Tarapoto in der Region San Martín, das mit 28,5 cm Länge das größte bisher bekannte darstellt (andere große Astragali erreichen 22,4 bis 23,8 cm Länge). Es weicht morphologisch etwas von anderen Sprungbeinen von Eremotherium ab, was mit der enormen Größe erklärt wird, doch fehlen bisher Vergleichsfunde mit ähnlichen Ausmaßen. Zu den bedeutendsten Funden in Nordamerika gehören jene von Daytona Beach in Florida. Hier wurden 1400 Fossilreste von wenigstens 11 Individuen entdeckt. Des Weiteren wäre El Bajión im mexikanischen Bundesstaat Chiapas mit über 70 Funden erwähnenswert, darunter Gliedmaßen, Wirbel und Unterkieferfragmente. Sie gehören zu insgesamt vier Individuen.

## Paläobiologie

### Fortbewegung
Die überwiegend vierfüßige Fortbewegung erfolgte auf nach innen gedrehten Füßen, das gesamte Gewicht kam dabei auf dem jeweils äußeren, fünften und möglicherweise vierten Strahl zum Liegen (pedolateral), wobei dafür unter anderem das Sprungbein massiven Umgestaltungen unterlag. Ebenso waren die Hände eingedreht, diese Position ähnelte ein wenig den Vorderfüßen der ebenfalls krallenbewehrten Chalicotheriidae, einer zu den Unpaarhufern gehörenden, heute ausgestorbenen Gruppe großer Säugetiere. Sie lässt zudem annehmen, dass die Fortbewegung eher langsam war. Auch grabende Tätigkeiten, wie für andere große Bodenfaultiere nachgewiesen, konnten damit nicht durchgeführt werden, was sich auch am Bau des Unterarms ablesen lässt, ebenso wie die Manipulation von Objekten durch die eingeschränkte Bewegungsfähigkeit der Finger zueinander minimiert war. Allerdings konnte sich Eremotherium auf den Hinterbeinen aufrichten und Äste und Zweige mit den Händen heranziehen, etwa um das Laub hoher Bäume für die Nahrungsaufnahme zu erreichen, ebenso wie Verteidigungsschläge mit den langen Krallen möglich waren. Das Aufrichten wurde dabei durch den kräftigen Schwanz unterstützt, ähnlich wie es heute noch bei den Gürteltieren und Ameisenbären der Fall ist. Die massiven Schwanzwirbel im vorderen Bereich des Schwanzes lassen eine kräftige Muskulatur annehmen. Dies betrifft unter anderem den Musculus coccygeus, der am Sitzbein ansetzt und den Schwanz fixierte. Weniger gut entwickelt waren dagegen die epaxialen Muskel, die das Aufrichten des Schwanzes bewirken konnten.

### Ernährung
Wie die anderen Faultiere auch ernährte sich Eremotherium weitgehend pflanzenfressend. Die Tiere besaßen extrem hochkronige Zähne, die allerdings nicht die Ausmaße derer von Megatherium erreichten. Da den Zähnen Zahnschmelz fehlt, ist diese Hypsodontie möglicherweise kein Ausdruck einer Spezialisierung auf Gras als Nahrung, im Gegensatz zu Säugetieren mit Zahnschmelz in den Zähnen. Die unterschiedliche Ausprägung der Hochkronigkeit bei beiden großen Bodenfaultieren ist wohl vielmehr in der Anpassung an abweichende Lebensräume – eher tropische Flachländer bei Eremotherium und eher temperierte Regionen bei Megatherium – zu suchen. Aus anatomischer Sicht befürworten die nur mäßig breite Schnauze und die große Gesamtkaufläche der Zähne eine an gemischte Pflanzenkost angepasste Ernährungsweise. Die zum Kauen der Nahrung zur Verfügung stehende Fläche aller Zähne beträgt im Mittel 11.340 mm², was in etwa mit den Werten beim nahe verwandten Megatherium übereinstimmt, allerdings deutlich jene des ebenfalls riesenhaften, aber weitaus breitschnauzigeren Lestodon übertrifft. Letztere Gattung gehört zu den entfernter verwandten Mylodontidae und war vermutlich ein spezialisierter Grasfresser. Zudem liegt die Gesamtkaufläche in der Variationsbreite der heutigen Elefanten, die teils ebenfalls gemischte Pflanzenkost bevorzugen.
Unterstützung findet diese Ansicht durch verschiedene Isotopenanalysen an den Zähnen von Eremotherium. Dadurch ernährten sich die Tiere in eher offenen Landschaften wohl von Gras, in weitgehend geschlossenen Wäldern dagegen von Laub. Dass dabei teilweise auch kleinere Äste zerkaut wurden, zeigten Funde von Koprolithen. Detailliertere Isotopenuntersuchen an den Wachstumszonen eines Zahnes aus Cara Blanca im zentralen Belize konnten die Ernährungsgewohnheiten eines Tieres, das vor etwa 27.000 Jahren starb, genauer rekonstruieren. Das Individuum durchlebte demnach während seines letzten Lebensjahres eine lange Trockenperiode von rund neun Monaten Dauer, die von zwei kürzeren Feuchtphasen eingerahmt war. Die Sauerstoff- und Kohlenstoff-Isotopenverhältnisse erbrachten für die Regen- und die Trockenzeit unterschiedliche, teils gegensätzliche Verläufe. Dadurch kann angenommen werden, dass das Tier während der Regenzeit wohl hauptsächlich C4-Pflanzen wie verschiedenste Gräser, aber auch Büsche, etwa Melden oder sogenannte CAM-Pflanzen, beispielsweise epiphytische Bromeliengewächse vertilgte. In der Trockenzeit hingegen, wenn die C4- und CAM-Pflanzen spärlicher wuchsen, bestand die Hauptkomponente der Nahrung aus C3-Pflanzen. Offensichtlich war Eremotherium relativ flexibel in seinem Nahrungsverhalten und reagierte unter lokalen Gegebenheiten und bei variierenden Klimaverhältnissen mit einer dementsprechend angepassten Ernährungsweise.
Wie bei zahlreichen Pflanzenfressern lag die Unterkiefer-Schädel-Verbindung durch den hoch ragenden Gelenkfortsatz des Unterkiefers oberhalb der Zahnkauebene. Rekonstruktion des Kauapparates zeigten, dass überwiegend seitliche Kaubewegungen überwogen. Dies ist abweichend vom etwa gleich großen Megatherium, bei dem ein Vorherrschen von vertikalen Kaubewegungen vermutet wird. Die seitlichen Kaubewegungen ergeben sich unter anderem aus dem sehr tiefen Ansatz des Musculus masseter am unteren Ende des absteigenden Astes des Jochbogens, was umfassendere Bewegungen beschränkt. Außerdem befürwortet die Form der Unterkiefer-Schädel-Verbindung diese Bewegungen, da das Unterkiefergelenk deutlich breit und aufgewölbt ist, während die Glenoidgrube am Schädel eine eher rechteckige und eingedellte Form besitzt. Letztendlich unterstützt auch die Form der Zähne mit ihren tiefen, querverlaufenden Tälern zwischen den hohen Rippen ein seitlich orientiertes Kauen. Eine Bestätigung dafür findet sich in ähnlich orientierten Abnutzungsspuren auf den Zahnoberflächen. Ob bei der Nahrungsaufnahme eine, wie häufig angenommen, sehr lange und bewegliche Zunge zum Einsatz kam, ist unklar. Für Megatherium und einige andere große, ausgestorbene Bodenfaultiere zeigen Untersuchungen des Zungenbeins, dass dieses wegen des besonderen Baues eine solche Zunge nicht unterstützen konnte. Allerdings wird aufgrund einiger anatomischer Merkmale bei Eremotherium wie die breite, oben leicht eingewölbte Unterkiefersymphyse und das Bestehen einer kleinen Maulöffnung selbst bei vollständig geschlossenem Gebiss eine langschmale Zunge angenommen.

### Populationsstruktur
Aufgrund einiger Zusammenfunde von mehreren Individuen an einzelnen Fundstellen, so in El Bajión in Chiapas in Mexiko mit vier Tieren oder in Tanque Loma auf der Halbinsel Santa Elena in Ecuador mit 22 Individuen diskutieren einige Wissenschaftler darüber, ob Eremotherium möglicherweise in kleineren, herdenartigen Gruppen lebte und umherwanderte. Vor allem in Tanque Loma setzen sich die nachgewiesenen Individuen aus wenigstens 15 ausgewachsenen Tieren und sechs Jungtieren zusammen. Alle kamen in einem reichhaltigen, eng begrenzten Fundschichtbereich zu Tage und werden daher als zusammengehörig interpretiert. Die mögliche Gruppe versammelte sich Überlegungen zufolge an einer Wasserstelle und starb dort relativ unvermittelt durch ein unbekanntes Ereignis. Andererseits werden teils gehäufte Vorkommen von Eremotherium wie die 19 Individuen aus der Doline von Jirau in Brasilien als längerdauernde Akkumulation angesehen. Beim ebenfalls riesigen Bodenfaultier Lestodon aus dem zentralen Südamerika interpretieren Experten Massenansammlungen von Resten verschiedener Individuen teilweise auch als Hinweise auf eine phasenweise erfolgte Gruppenbildung. Heutige Faultiere leben einzelgängerisch und sind vergleichsweise standorttreu.

### Weichteile, Geschlechtsdimorphismus und Krankheitsbilder
Aufgrund des Lebens in Wäldern und teils offenen Landschaften der tropisch-subtropischen Flachländer wird diskutiert, ob Eremotherium über ein ausgeprägtes Fell verfügte, wie teils häufig in Lebendrekonstruktionen dargestellt wird, von heutigen Faultieren bekannt und von mehreren ausgestorbenen Formen fossil belegt ist. Allerdings spricht die enorme Körpergröße und die damit verbundene und notwendige Thermoregulation eher dagegen und für eine mehr oder weniger nackte Haut, ähnlich wie bei anderen großen, heutigen Pflanzenfressern, etwa Elefanten, Nashörner oder Flusspferde. Eine Studie aus dem Jahr 2025 kommt zu dem Ergebnis, dass Eremotherium eine im Vergleich zu anderen großen Säugetieren sehr niedrige Körpertemperatur von rund 29 °C besaß, ermittelt anhand von Isotopenanalysen an den Zähnen. Im Zusammenspiel mit einer niedrigen Stoffwechselrate wäre es den Tieren vermutlich nicht möglich gewesen, auch in den tropischen Gebieten ihren Wärmehaushalt aufrechtzuhalten. Gemäß Berechnungen der Autoren würde ein etwa 10 mm dickes und dichtbesetztes Fell dies kompensieren. Zudem scheint es möglich, dass es bei Individuen in den nördlichen Verbreitungsarealen mit stärkeren jahreszeitlichen Temperaturschwankungen zu einem Fellwechsel kam. Für eine Aufrechterhaltung der Lebensfunktionen wäre eine tägliche Nahrungsaufnahme von 160 bis 340 kg an Nassfutter notwendig. Die Nahrungsmenge ist hierbei abhängig von Jahreszeit und Landschaftsregion, sie lag in den durchschnittlich kühleren nördlichen Regionen aber in höheren Wertebereichen.
Bezogen auf die Körpergröße lassen sich zwischen einzelnen erwachsenen Individuen bedeutende Unterscheide erkennen, die sowohl Populationen in Süd- als auch Nordamerika gleichermaßen betreffen. Messungen an verschiedenen Knochen, etwa dem Sprungbein oder dem Oberschenkelknochen ergaben bis zu 35 % Abweichungen innerhalb verschiedener Messstrecken. Dies wird mit einem starken Sexualdimorphismus erklärt, wobei die größeren und robusteren Individuen möglicherweise männliche, die kleineren weibliche Tiere darstellen. Die Größenunterschiede sind vor allem für die bekannteren Arten E. laurillardi und E. eomigrans nachgewiesen.
Pathologische Befunde in Form von Arthritis, die überwiegend auf die  große Körpermasse zurückgeführt werden können, sind relativ häufig und treten unter anderem an den Schwanzwirbeln auf. Eher selten und ungewöhnlich sind dagegen ähnlich geartete Knochenveränderungen an der Halswirbelsäule, wie bei einem zweiten Halswirbel (Axis) aus dem brasilianischen Bundesstaat Pernambuco, da diese nicht auf das enorme Gewicht zurückzuführen sind. An einzelnen weiteren Individuen konnten krankheits- und altersbedingte Erscheinungen wie Pseudogicht, Schmorl-Knorpelknötchen und Spondylose identifiziert werden.

## Beziehung zu den frühen Paläoindianern Amerikas und Aussterben
Das Verschwinden von Eremotherien fällt mit der quartären Aussterbewelle zusammen und ist auch zwingend in diesem Kontext einzuordnen. Zu den spätesten Funden von Eremotherium gehörten ursprünglich jene von Itaituba am Rio Tapajós, einem Nebenfluss des Amazonas. Sie datieren auf 13.140 bis 13.760 BP und umfassen mehrere Schädel- und Unterkieferfragmente. Etwas jünger fallen die Funde von Barcelona im brasilianischen Bundesstaat Rio Grande do Norte mit 11.324 bis 11.807 Jahren vor heute aus. Inwieweit Bejagung durch Paläoindianer ursächlich beitrug, ist Gegenstand eines unabgeschlossenen, teilweise kontrovers geführten, wissenschaftlichen Diskurses, allerdings sind gemeinsame Funde von Eremotheriun-Resten und Hinterlassenschaften der frühen Bewohner Amerikas selten. Ein eventueller Hinweis auf ein Zusammentreffen mit Menschen ist ein möglicherweise bearbeiteter Zahn von Eremotherium aus einer Doline auf dem Gelände der São-José-Farm im brasilianischen Bundesstaat Sergipe. Hier gibt es allerdings einen größeren Spielraum für die Interpretation: Da die frühesten Hinweise der Besiedlung der Region dem frühen Holozän angehören, ist unklar, ob die Menschen das Stück nur aufsammelten oder das Tier selbst erlegten. Auch der anthropogene Ursprung der Marken wird diskutiert. Im Jahr 2025 publizierte Radiocarbondaten aus Itapipoca im brasilianischen Bundesstaat Ceará und vom Rio Miranda im Bundesstaat Mato Grosso do Sul verweisen jedoch auf ein mögliches Überleben von Eremotherium bis in den Zeitraum von 7714 bis 6120 Jahren vor heute, was den bisher jüngsten Nachweis eines Bodenfaultiers in Südamerika darstellt. Eventuell hielten sich die Tiere in einzelnen zuträglichen Refugien deutlich über das Ende des Pleistozäns hinaus.

## Systematik
Eremotherium ist eine Gattung aus der ausgestorbenen Familie der Megatheriidae, welche große bis sehr große Vertreter aus der Unterordnung der Faultiere (Folivora) umfasst. Die Megatheriidae bilden wiederum zusammen mit den Megalonychidae und den Nothrotheriidae eine enger verwandte Gruppe, die Überfamilie Megatherioidea. Nach klassischer skelettanatomisch gestützter Auffassung stellen die Megatherioidea eine der zwei großen Linien innerhalb der Faultiere, die zweite findet sich in den Mylodontoidea. Eine dritte Linie, die Megalocnoidea, konnte mit Hilfe molekulargenetischer und proteinbasierter Analysen ermittelt werden. Die Megatherioidea schließen auch die Dreifinger-Faultiere (Bradypus) ein, eine der beiden heute noch bestehenden Gattungen der baumbewohnenden Faultiere. Zu den nächsten Verwandten von Eremotherium innerhalb der Megatheriidae zählt das ähnlich große, aber eher in offenen Landschaften verbreitete Megatherium, welches das Schwestertaxon darstellt. Ebenfalls in die nähere Verwandtschaft sind Pyramiodontherium und Megatheriops zu stellen. Alle diese Formen bilden die Unterfamilie der Megatheriinae, die die entwickelten großen Bodenfaultiere stellen. Der direkte phylogenetische Vorfahre von Eremotherium ist aber bisher unbekannt. Möglicherweise steht er Proeremotherium aus der Codore-Formation in Venezuela nahe, die in das Pliozän datiert. Die Gattung weist zahlreiche Merkmale auf, die für die Vorgängerform von Eremotherium angenommen werden. Über die Entstehung der Gattung Eremotherium ist wenig bekannt. Möglicherweise entwickelte sie sich im späten Pliozän in Südamerika, wo aber nur wenige Fundstellen aus dieser Zeit bekannt sind, und erreichte durch die Entstehung des Isthmus von Panama, das heißt der Bildung der Landbrücke zwischen Nord- und Südamerika, im Zuge des Großen Amerikanischen Faunentauschs auch die südlichen Regionen Nordamerikas, woher die ältesten Funde stammen. Die Entdeckung von Proeremotherium lässt aber auch denken, dass diese oder andere nahe Vorfahren von Eremotherium zuerst nach Nordamerika wanderten. Dort bildete sich dann entsprechend der Befunde Eremotherium heraus und wanderte wiederum zurück nach Südamerika, ähnlich wie es auch für Glyptotherium aus der Gruppe der Glyptodontidae angenommen wird.
Es sind heute drei Arten anerkannt:
- E. eomigrans De Iuliis & Cartelle, 1999
- E. laurillardi (Lund, 1842)
- E. sefvei  De Iuliis & André, 1997

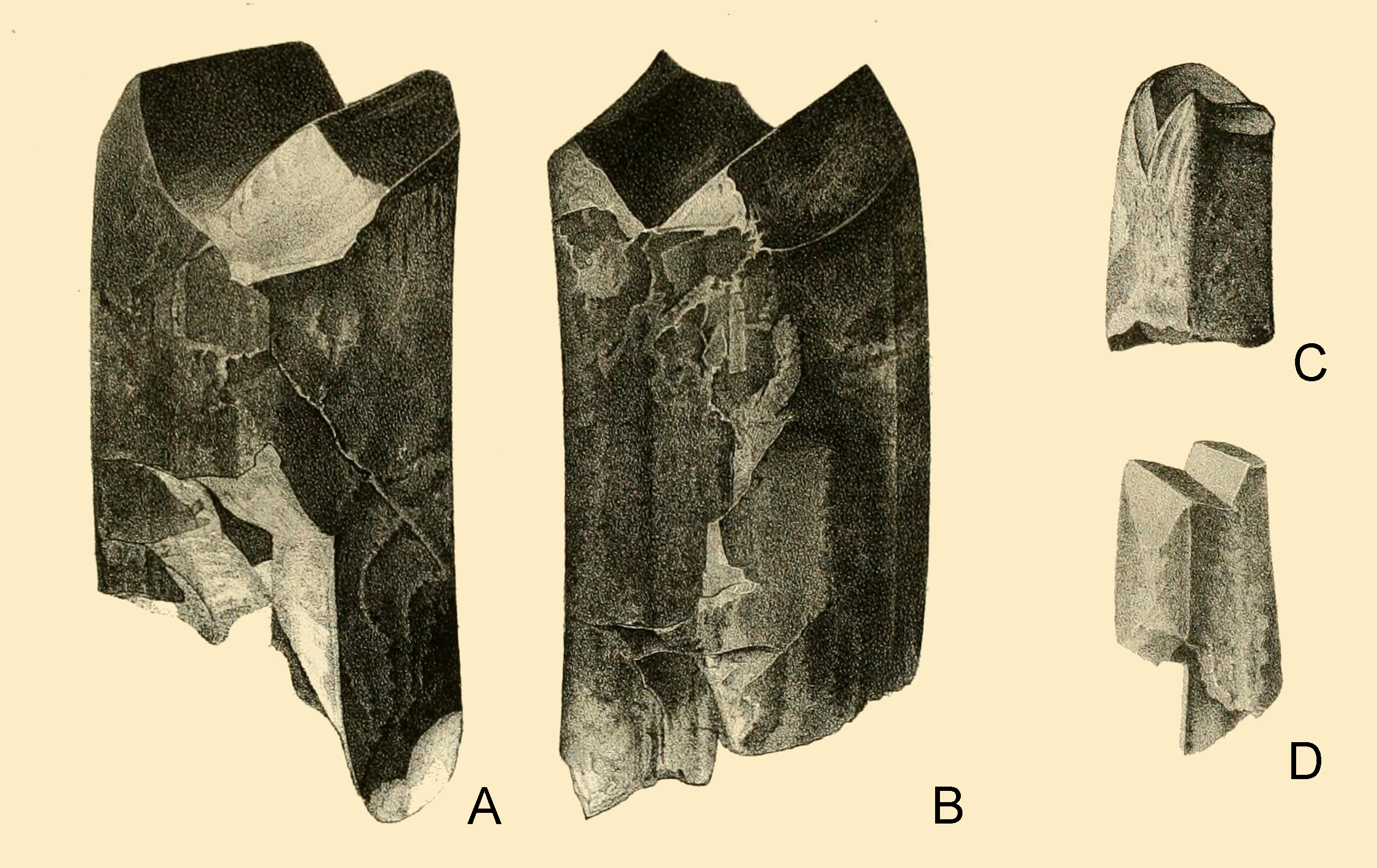
Die ersten bekannten Funde von Eremotherium aus der Veröffentlichung von Peter Wilhelm Lund 1842. A und B: Zähne eines ausgewachsenen Tieres; C und D: Zähne eines Jungtiers, die beiden bilden die Holotyp-Exemplare von E laurillardi

Zahlreiche weitere Arten wie E. carolinense, E. mirabile oder E. cucutense wurden in der Vergangenheit beschrieben, sind aber meist mit der Typusart E. laurillardi synonym. Diese war im Jahr 1842 von Peter Wilhelm Lund anhand zweier Zähne (Exemplarnummer ZMUC 1130 und 1131) von Lapa Vermella, einer Höhle im Tal des Rio das Velhas im brasilianischen Bundesstaat Minas Gerais unter der Bezeichnung Megatherium laurillardi aufgestellt worden. Als Grund dafür verwies Lund auf die Größe der Zähne, die nur ein Viertel der Ausmaße derer von Megatherium americanum, dem größten Vertreter von Megatherium, besaßen. Heute werden die Zähne als zu Jungtieren von E. laurillardi gehörig angesehen und ausgewachsene Exemplare der Art erreichten oder übertrafen die Größe von M. americanum. Zwei Jahre zuvor hatte Lund bereits Zähne aus der gleichen Lokalität vorgestellt, die er aufgrund ihrer Maße Megatherium americanum zuordnete, er bildete sie in seiner Publikation von 1842 zusammen mit den kleineren Zähnen ab. Sie gehören heute ebenfalls zu Eremotherium. Noch im gleichen Jahr von Lunds Publikation (1842) verwendete Richard Harlan die heutige Synonymbezeichnung Chelonia couperi. Dabei hatte Harlan einen vermeintlichen Oberschenkelknochen beschrieben und diesen zur Schildkrötengattung Chelonia gestellt. Erst 1977 wurde erkannt, dass es sich in Wirklichkeit um ein Schlüsselbein von Eremotherium handelt. Es ist unbekannt, welche Publikation zuerst erschien – nach den Regularien der ICZN hätte der Artname der ersten Veröffentlichung Priorität, auch wenn er einer anderen Gattung beigefügt wurde –, allerdings ist die Bezeichnung E. couperi weitgehend unbekannt, so dass die meisten Forscher E. laurillardi benutzen.
Es gibt allerdings einen wissenschaftlichen Disput, demzufolge Lunds Zähne ausgewachsenen Tieren angehören, die somit deutlich kleiner wären als die größten Angehörigen von Eremotherium. Dadurch würde die Art E. laurillardi eine Zwergform der Megatherien repräsentieren, während die große Form von Eremotherium mit E. rusconii bezeichnet werden müsste. Die Art war von Samuel Schaub 1935 anhand von Funden aus Venezuela als Megatherium rusconii etabliert worden. Dieser Ansicht wird aber zumeist widersprochen und damit argumentiert, dass zumindest im ausgehenden Pleistozän in Süd- und Nordamerika nur eine große Art existierte, E. laurillardi, die einen starken Sexualdimorphismus aufwies. Untermauert wird dies durch die Analysen des umfangreichen Fundmaterials von Toca das Onças in Brasilien und von Daytona Beach in Florida, die keine großen Unterschiede zwischen diesen beiden Populationen erbrachten. Die einzigen beiden anderen anerkannten Arten sind E. eomigrans und E. sefvei. Erstere ist bisher nur aus Nordamerika nachgewiesen und erreichte eine ähnliche Größe wie E. laurillardi, datiert aber in das Pliozän sowie Altpleistozän und wies eine fünfstrahlige Hand auf anstatt der dreistrahligen der späteren Vertreter. Von letzterer ist bisher nur ein rund 39 cm langer, morphologisch stark abweichender, rechter Oberschenkelknochen überliefert, der aus Ullama in Bolivien stammt. Hier kann die Altersstellung nur allgemein mit „Pleistozän“ angegeben werden, allerdings handelt es sich um den kleinsten Vertreter von Eremotherium und aller nach-miozänen Megatherien überhaupt.
Die wissenschaftliche Erstbeschreibung von Eremotherium erfolgte 1948 durch Franz Spillmann. Er führte sie anhand eines 65 cm langen Schädels mit assoziiertem Unterkiefer durch, beide Funde stammen von der Halbinsel Santa Elena in Ecuador. Sein benutzter Artname E. carolinense, vergeben nach der nahe der Fundstelle gelegenen Ortschaft Carolina, ist aber nicht anerkannt. Der Gattungsname Eremotherium leitet sich von den griechischen Wörtern ἔρημος (erēmos „Steppe“, „Wüste“) und θηρίον (thērion „Tier“) her. Er bezieht sich auf die von Spillmann rekonstruierte Landschaft der Fundregion. Im Jahr darauf führte Robert Hoffstetter die Gattung Schaubia für Schaubs Megatherium rusconii ein, da er zu Megatherium abweichende Merkmale erkannte. Da dieser Gattungsname bereits vergeben war, benannte er ihn im darauffolgenden Jahr in Schaubitherium um. Erst 1955 erkannte er Ähnlichkeiten zu Spillmanns Eremotherium und zog seine Namensgebung zurück.